# Baeocrara
Baeocrara ist eine Gattung der Käfer aus der Familie der Zwergkäfer (Ptiliidae) innerhalb der Unterfamilie Acrotrichinae. Sie kommt in Europa mit zwei Arten vor, in Mitteleuropa kommt davon nur der Zweifarbige Zwergkäfer (Baeocrara variolosa) vor.

## Merkmale
Die Käfer sehen denen der Gattung Nephanes und Pteryx ähnlich, ihr Körper hat aber eine glänzende, grob und weniger dicht punktförmig strukturierte Oberseite. Man kann die Tiere gut anhand ihrer scharf rechteckigen Hinterwinkel am Halsschild erkennen, die leicht nach hinten gezogen sind. Sie umfassen jedoch nicht die Basis der Deckflügel wie bei der Gattung Acrotrichis. Die Fühler sind lang.

## Vorkommen und Lebensweise
Die Tiere leben unter faulendem Pflanzenmaterial und Totholz.

## Arten (Europa)
- Baeocrara japonica (Matthews, 1884)
- Zweifarbiger Zwergkäfer (Baeocrara variolosa) (Mulsant & Rey, 1873)